# Clarion (lenguaje de programación)
Clarion es un Lenguaje ARAD (Advanced Rapid Application Development) además de ser un entorno de desarrollo integrado de Softvelocity orientado a la programación de aplicaciones de bases de datos. Es compatible con una gran cantidad de bases de datos incluyendo todas las de formato SQL, ADO, y XML, además puede generar salidas a HTML, XML, archivos de texto y PDF, entre otros. La última versión de Clarion disponible a la fecha (2018) es Clarion 11. También existe la versión Clarion.NET, pero después de varios años de desarrollo aún está en versión beta e incompleta.
Hasta la versión 6.3 Clarion tenía un IDE propietario con componentes de 16 bits lo que impedía correr el entorno en plataformas de 64 bits. Desde la versión 7 de Clarion, lanzada oficialmente en 2009, el IDE es una versión propia basada en el entorno de desarrollo SharpDevelop, que corre correctamente en cualquier versión moderna de Windows.
El núcleo del editor de Clarion está formado por un Editor del Diccionario de Datos (en donde se almacenan descripciones de tablas, atributos por defecto para las vistas de las columnas en las ventanas y reportes, reglas de negocios y opciones de uso), y el Generador de Aplicaciones Clarion (AppGen).
El generador de aplicaciones junto con una serie de plantillas predefinidas y personalizables y las Clases ABC (Application Builder Class), trabajan para producir código POO (Programación Orientada a Objetos) pre-testeado. El programador puede añadir su propio código que se mezcla con el de las plantillas, las cuales pueden generar su código una y otra vez sin perder el código introducido por el programador. Las plantillas pueden generar código a nivel puntual, relacionado con un control, o globales para el programa o sistema. Con cambios a las plantillas globales se pueden obtener cambios de estética o de funcionamiento globales, sin perder las funciones programadas en forma particular.
Entre sus programadores más destacados se encuentra el argentino Alberto Mora quien es ferviente defensor de este lenguaje de programación.